# Agabiformius orientalis
Agabiformius orientalis är en kräftdjursart som först beskrevs av Dollfus 1905.  Agabiformius orientalis ingår i släktet Agabiformius och familjen Porcellionidae. Inga underarter finns listade i Catalogue of Life.